# Seltsé Ketch
Pour les articles homonymes, voir Seltse et Ketch (homonymie).
Seltsé Ketch (en macédonien Селце Кеч ; en albanais Selca e Keqe) est un village du nord-ouest de la Macédoine du Nord, situé dans la municipalité de Bogovinyé. Le village comptait 212 habitants en 2002. Il est majoritairement albanais.

## Démographie
Lors du recensement de 2002, le village comptait :
- Albanais : 211
- Autres : 1